# Un amour de souris
Pour plus de détails, voir Fiche technique et Distribution.
Un amour de souris (Love Me, Love My Mouse) est un cartoon de Tom et Jerry réalisé par Chuck Jones et Ben Washam, produit par la Metro-Goldwyn-Mayer sorti en 1966.

## Musique
- Eugene Poddany